# Victoria Chagoya
Victoria Chagoya (Oaxaca, 25 de diciembre de 1933) es una química farmacéutica bióloga mexicana. En 1996 fue reconocida con el nombramiento de Investigadora emérita de la UNAM en el Instituto de Fisiología Celular. Algunas de sus investigaciones más destacadas se han centrado en el estudio de la adenosina en distintos tejidos, así como el daño hepático por cirrosis. También es miembro de la Academia Mexicana de las Ciencias.

## Formación académica
Victoria Chagoya realizó sus estudios de Licenciatura en Química Farmacobiología en la Escuela Nacional de Química (posteriormente Facultad de Química (Universidad Nacional Autónoma de México)). Dicho grado fue obtenido con su estudio sobre la EDTA.
Para 1957, en que la Escuela de Medicina se trasladó a Ciudad Universitaria, fue invitada a colaborar en él Departamentos de Bioquímica en el área de investigación y de docencia.
Entre 1958 y 1959 realizó una estancia en la Universidad de Wisconsin en Estados Unidos, con el apoyo de la American Association of Universitary Women. A su regreso a México se incorporó a la Facultad de Química, aunque en 1961 volvió a los Estados Unidos a la Universidad de San Luis Misuri, donde logró publicar algunos avances de su trabajo en conjunto con algunos investigadores.
En la Facultad de Química de la UNAM, cursó sus estudios doctorales en bioquímica, perteneciendo así a la primera generación de egresados en esta especialidad en dicha universidad. Realizó su estancia postdoctoral en esta misma institución.

## Premios
- Premio de la Academia Nacional de Medicina "Dr. Eduardo Liceaga" (1974).[5]
- Premio Canifarma 1996 de la Cámara Nacional de la Industria Farmacéutica (1996).
- Premio Nacional de Investigación Fundación Glaxo Wellcome 1996 en el área de Investigación Básica (1996).
- Premio Sor Juana Inés de la Cruz (2004).
- Premio en el Área de Innovación Científica "Mujeres Mexicanas Inventoras e Innovadoras" (2007).
- Premio "Julieta Fierro" como ganadora de todas las áreas (2007).
- Medalla Omecíhuatl 2009 por el Instituto de las Mujeres de la Ciudad de México (2009).
- Medalla "José Laguna García" Otorgada por la Rama de Bioenergética y Biomembranas de la Sociedad Mexicana de Bioquímica (2013).